# Лобанов, Иван Григорьевич
Иван Григорьевич Лобанов (1879, деревня Ширдово, Никольский уезд, Вологодская губерния, Российская империя — 1912, Архангельск, Российская империя) — профессиональный борец, атлет и артист цирка.

## Биография
Иван Лобанов родился в деревне Ширдово (Шардово) Вологодской губернии в 1879 году. Вскоре после его рождения семья переехала в деревню Мочальник Никольского уезда Вологодской губернии. Отец Ивана — Григорий Петрович Лобанов, мать — Евдокия Степановна. Семья имела небольшой участок земли, поэтому Лобановы жили впроголодь. Иван Лобанов был совершенно неграмотным, с детства был приучен к тяжелому труду. Подростком нанимался в плотогоны — сплавлять лес по реке Юг. Помогал строить дома.
Рост Ивана составлял около 2 метров 13 сантиметров. Кулаком мог забить гвоздь в дерево, легко поднимал груженую телегу или сразу 200 кирпичей.
В 19 лет Иван, от нужды, из родной деревни перебрался в Архангельск где стал простым рабочим в порту. Жил недалеко от Архангельска, в деревне Лявля. Вскоре он прославился за высокий рост, феноменальную силу и добрый нрав. Однажды в Архангельск приехал на гастроли цирк. Цирковой борец предложил любому из зрителей побороться с ним. Лобанов вышел на арену и, не зная борцовских приемов, мгновенно уложил борца на лопатки. Владелец цирка пригласил Лобанова в труппу и, по некоторым данным, даже направил во Францию учиться борьбе.
Летом 1912 года в Санкт-Петербурге, в городском зоологическом саду при большом стечении зрителей проводилась серия борцовских поединков. В них участвовали как россияне, так зарубежные борцы. Из газетной хроники того времени, становится понятно, что Ванька Леший просто не оставлял соперникам шансов на победу.
Непобедимый силач Лобанов кладет борцов. Его карьера делается у всех на глазах. В воскресенье он в 18 минут раздавил самого Муромца, того, который в 2-3 минуты клал сильнейших борцов в цирке «Модерн». Согласно условию, за Муромца он получил 50 рублей, но публика пришла в такой неописуемый восторг, что, по возвращении Лобанова со сцены, ему стали совать в шапку кто «трешку», кто пять рублей, кто десять. Да кроме того, потащили великана в буфет и стали его там наперерыв угощать
.
Иван Лобанов стал героем многочисленных народных легенд. Реальные факты из его жизни трудно отличить от выдумки. Мифами обросла история смерти борца. По одной из версий, Иван спился. По другой — его отравили, после отказа пойти на сговор с мошенниками и за деньги сдаться на ринге борцу из Франции. 28 октября 1912 года в газетах появилось сообщение:
В Архангельске было произведено вскрытие тела борца Лобанова для определения причин смерти. Обнаружено гнойное воспаление в лобных пазухах, сердце и печень сильно увеличены, в них жировое перерождение как результат злоупотребления спиртными напитками
.
Иван Лобанов похоронен на Вологодском кладбище в Архангельске.
Могила Ивана Лобанова не сохранилась была разрушена в конце 1930-х годов. Некоторое время в Архангельске проводились соревнования в честь Ивана Лобанова.